# Jankowskia pseudathleta
Jankowskia pseudathleta är en fjärilsart som beskrevs av Sato 1980. Jankowskia pseudathleta ingår i släktet Jankowskia och familjen mätare. Inga underarter finns listade i Catalogue of Life.